# Love's Labour's Won

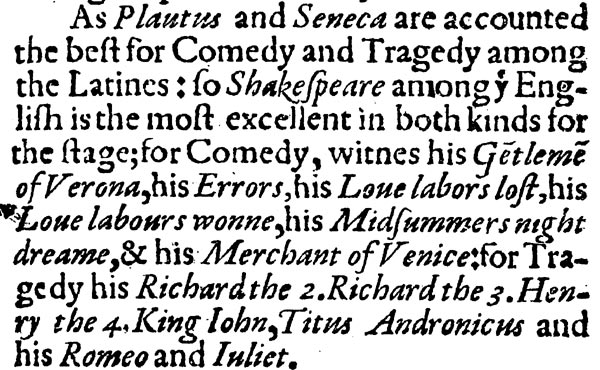
Excerto de Palladis Tamia (1598) referindo-se à Love's Labour's Won.

Love's Labour's Won (no original em inglês), alternativamente escrita Love's labour's wonne, é uma peça escrita por William Shakespeare antes de 1598. Contudo, não se sabe se esta peça foi perdida, ou se o título é um nome alternativo para uma outra peça conhecida. 